# Église Saint-Augustin (Forest)
Pour les articles homonymes, voir Église Saint-Augustin.
L’église Saint-Augustin (en néerlandais : Sint-Augustinuskerk) est un édifice religieux catholique sis au centre de la place de l'Altitude 100 à Forest (Bruxelles). Construite en 1935, l'église est un exemple d’architecture religieuse de style Art déco en Belgique.

## Histoire
Une chapelle dédiée à saint Augustin fut construite à Forest au début du XXe siècle. Elle avait pour but de répondre aux besoins pastoraux d’un faubourg du sud de Bruxelles, qui se développait rapidement. Comme elle s’avère bientôt exiguë, en 1908 un nouveau projet est discuté : celui d’une grande église au centre même de la place de l’Altitude 100, vers laquelle convergent huit artères importantes du quartier.
Initialement, en 1913, il était prévu de construire une église dans le style néo-roman traditionnel pour ce quartier de Bruxelles dont la population augmentait rapidement. Mais en 1914, la guerre éclate et l'après-guerre vient changer toutes les priorités. Le projet de construction de l'église revient à l'ordre du jour en 1931, mais les conceptions initiales sont alors complètement abandonnées par ses nouveaux promoteurs et par l'architecte belge Léon Guiannotte, qui prend en charge la construction. Son projet, qui ignore complètement les modèles traditionnels des bâtiments religieux du passé, n'a été possible que grâce à l'utilisation de béton armé, qui définit à la fois les formes architecturales et les techniques de construction.
L'église Saint-Augustin se place dans la continuation de cette série d'églises en béton armé, que les frères Auguste Perret et Gustave Perret avaient commencée à Raincy, en France, dans les années 1920.
Le style art déco est adopté et la construction se fera en béton armé. L’idée est audacieuse car ce matériau n’a pas encore fait toutes ses preuves. Le gros des travaux est achevé en deux ans (1933-1935). Le lundi de Pâques (25 mars 1935) l’église Saint-Augustin est consacrée par le cardinal Van Roey et ouverte au culte. En fait, des travaux de parachèvement continueront jusqu'en 1950.
Le béton, utilisé pour la construction de l'église durant la première moitié du XXe siècle, s'est avéré au fil des ans de très mauvaise qualité. Déjà après 30 ans, dans les années 1960, l'église Saint-Augustin a commencé à se détériorer. En raison de la pénétration de l'eau, le recouvrement du toit a commencé à se fissurer et à corroder et faire rouiller les armatures métalliques du béton armé. Le bâtiment devient dangereux. Son statut de monument du patrimoine architectural protégé et l'intérêt toujours élevé pour l'Art déco et le modernisme à Bruxelles ont permis de mettre fin au débat entamé sur sa possible démolition (pour faire passer la ligne de métro). En 1996-1998, de grands travaux de rénovation ont été réalisés pour la remettre dans son état initial.

## Description
L'intérieur de l'église a, selon E. Cheko, un aspect plus humain que la façade. Quatre pylônes supportent de l'intérieur la tour centrale ; l'autel semi-circulaire est placé dans l'abside. Les vitraux habituels des églises relient le fil du temps, en conservant l'aspect traditionnel de l'intérieur des églises catholiques. Seule la structure en béton des voûtes et de la tour, qui est béante au centre du chevauchement des poutres, rappelle que nous sommes à l'intérieur d'une construction moderniste. L'appellation stylistique Art Déco de cet ensemble doit beaucoup, selon E. Cheko, au cycle évangélique de la Passion du Christ, situé dans la partie ouest de l'édifice. La beauté de ce relief tient à la fois à son dessin, au caractère discret et concis des volumes et des formes. La combinaison de la construction en béton armé avec le raffinement de la sculpture murale crée ce conglomérat stylistique, que l'on a appelé Art déco. Il s'agit peut-être, remarque E. Cheko, dans une certaine mesure, d'une concession aux goûts d'un public citadin bourgeois qui ne pouvait pas s'habituer immédiatement à l'absence de décor, que les réformateurs de la liturgie catholique cherchaient dans le modernisme.

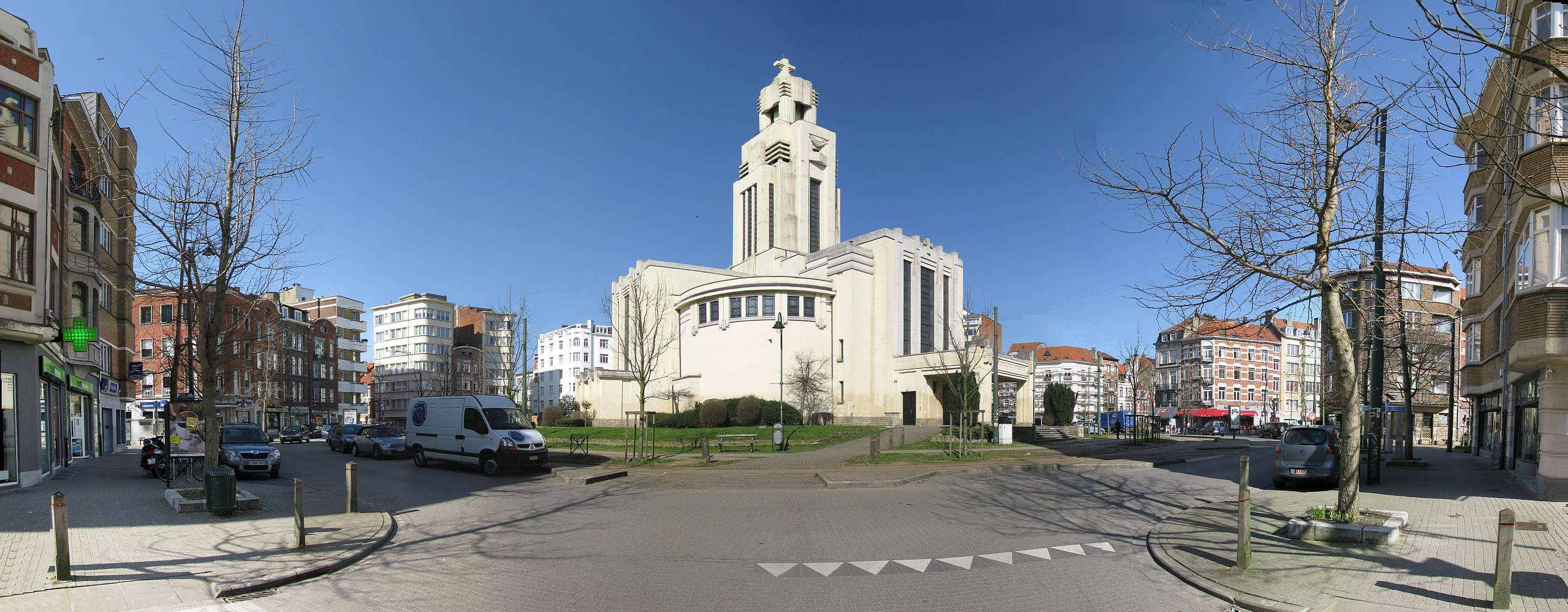
L'église sur la place Altitude cent.